# Xã Conde, Quận Spink, South Dakota
Xã Conde (tiếng Anh: Conde Township) là một xã thuộc quận Spink, tiểu bang Nam Dakota, Hoa Kỳ. Năm 2010, dân số của xã này là 27 người.